# Saint-Élix-le-Château

Saint-Élix-le-Château este o comună în departamentul Haute-Garonne din sudul Franței. În 2009 avea o populație de 709 de locuitori.

## Evoluția populației
| An        | 1975 | 1982 | 1990 | 1999 | 2006 | 2009 |
| --------- | ---- | ---- | ---- | ---- | ---- | ---- |
| Populație | 508  | 524  | 559  | 542  | 658  | 709  |